# La Belle (nave)
La Belle fu una delle quattro navi con cui l'esploratore René Robert Cavelier de La Salle, nel 1685, esplorò il Golfo del Messico con l'intento di fondare una colonia francese sulla foce del Mississippi. La Belle naufragò nell'attuale Baia di Matagorda nel 1686, condannando al fallimento la spedizione. Per oltre tre secoli il relitto giacque dimenticato, fino a quando, nel 1995, fu scoperto da alcuni archeologi statunitensi. Il suo ritrovamento è stato considerato come uno dei più importanti del secolo e, grazie a un imponente lavoro di scavo promosso dallo Stato del Texas, e durato circa un anno, si è potuto recuperare l'intero relitto e più di un milione di manufatti.

## Antefatto storico
Alla fine del XVII secolo, gran parte del Nord America era rivendicato da nazioni europee. La Spagna aveva colonizzato la Florida e la Nuova Spagna, un territorio che includeva sia l'attuale Messico che il territorio di Santa Fe de Nuevo México. La costa atlantica settentrionale era stata rivendicata da Gran Bretagna, mentre la Nuova Francia si estendeva su gran parte di quello che ora è il Canada, nonché sul Pays des Illinois. I francesi temevano che il loro territorio al centro del continente fosse vulnerabile alle mire espansionistiche dei loro vicini, pertanto nel 1681 inviarono René Robert Cavelier de La Salle in una spedizione lungo il fiume Mississippi a partire dalla Nuova Francia, credendo in un primo momento di poter trovare una via per l'oceano Pacifico. La Salle scoprì invece un percorso per il golfo del Messico. Anche se Hernando De Soto aveva esplorato e preso possesso di questa zona per la Spagna 140 anni prima, il 9 aprile 1682 La Salle rivendicò la valle del Mississippi in nome del re Luigi XIV, chiamando il territorio "Louisiana" in suo onore.
La Salle sapeva che il controllo della Francia del Mississippi avrebbe diviso la Florida dalla Nuova Spagna e credeva anche che il fiume fosse molto più vicino a quest'ultima. Al suo ritorno in Francia nel 1683, La Salle sostenne che un piccolo numero di francesi avrebbe potuto invadere con successo la Nuova Spagna con l'aiuto di 15.000 indios, arrabbiati per essere stati ridotti in schiavitù. Questo era stato proposto già nel 1678 da Diego de Penalosa, l'ex governatore del Nuovo Messico che era fuggito in Francia dopo essere stato preso di mira dall'Inquisizione. La Salle propose di fondare una colonia alla foce del Mississippi che avrebbe fornito una base per promuovere il Cristianesimo tra i popoli nativi, nonché una comoda postazione per attaccare la Nueva Vizcaya e ottenere il controllo delle sue redditizie miniere d'argento. Quando la Spagna dichiarò guerra alla Francia nell'ottobre 1683, Luigi XIV accettò di supportare il piano di La Salle, i cui scopi ufficiali ora includevano «rafforzare la fedeltà degli indiani alla corona, condurli alla vera fede e mantenere la pace tra le tribù».

## Costruzione

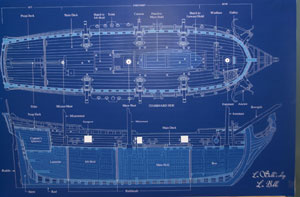
Cianografia del progetto originario de La Belle.

La Salle originariamente intendeva navigare a vela verso la Nuova Francia, proseguendo poi via terra per il Pays des Illinois e navigando infine lungo il fiume Mississippi sino alla foce, dove avrebbe fondato la sua colonia. Per trasportare il necessario approvvigionamento avrebbe avuto bisogno di una grande nave per attraversare l'oceano Atlantico e di una più piccola per il trasporto dei rifornimenti dall'Illinois al golfo del Messico. Luigi XIV diede a La Salle due navi, Le Joly e La Belle. In origine, La Belle venne costruita come un kit, con la struttura della nave assegnata a uno dei quattro quadranti e numerata in sequenza in modo che i pezzi potessero essere assemblati in seguito. I pezzi sarebbero stati poi caricati su Le Joly per il trasporto verso il Nord America, e poi sarebbero stati portati via terra fino al Mississippi. A quel punto, gli uomini La Salle avrebbero assemblato la nave, che sarebbe stata utilizzata per trasportare i rifornimenti verso la destinazione finale. Su esortazione del re, la spedizione scelse invece di navigare direttamente verso il golfo del Messico, piuttosto che verso la Nuova Francia, eliminando la necessità di una nave da costruire nel Nuovo Mondo. Poiché Le Joly era già pesantemente carica, La Salle decise che La Belle sarebbe stata assemblato in Francia e avrebbe navigato attraverso l'oceano. Anche se vi furono alcuni dubbi che la nave non sarebbe sopravvissuta ad un simile viaggio, essa venne comunque montata in Francia in meno di due mesi e preparata per il viaggio.
Alla fine del XVII secolo, l'industria cantieristica francese era in una fase di stallo. Nel tentativo di "rinvigorirla", il Segretario di Stato per la Marina Jean-Baptiste Colbert portò i cantieri addestrati coi metodi di costruzione del Mediterraneo a Rochefort, dove l'industria utilizzava principalmente quello che era noto come metodo di costruzione navale atlantica. Uno di questi costruttori trasferiti era Honoré Mallet, originario di Tolone, nel sud della Francia. Con l'ordinanza che autorizzava la costruzione ufficiale de La Belle, Mallet venne indicato come il capo costruttore, mentre suo genero Pierre Masson fu nominato responsabile per la progettazione della nave.
La Belle era una barque-longue, con tre alberi e un pescaggio relativamente poco profondo di circa 2 m. La sua lunghezza era di m 16,6, la larghezza di 4,5 m e la capacità di carico di 40-45 tonnellate. La nave era stata progettata per essere altamente manovrabile, con l'albero di maestra e quello di trinchetto con due vele ciascuno, mentre l'albero di mezzana sosteneva un'unica vela triangolare e un'altra piccola vela quadrata era appesa al bompresso.

## Viaggio

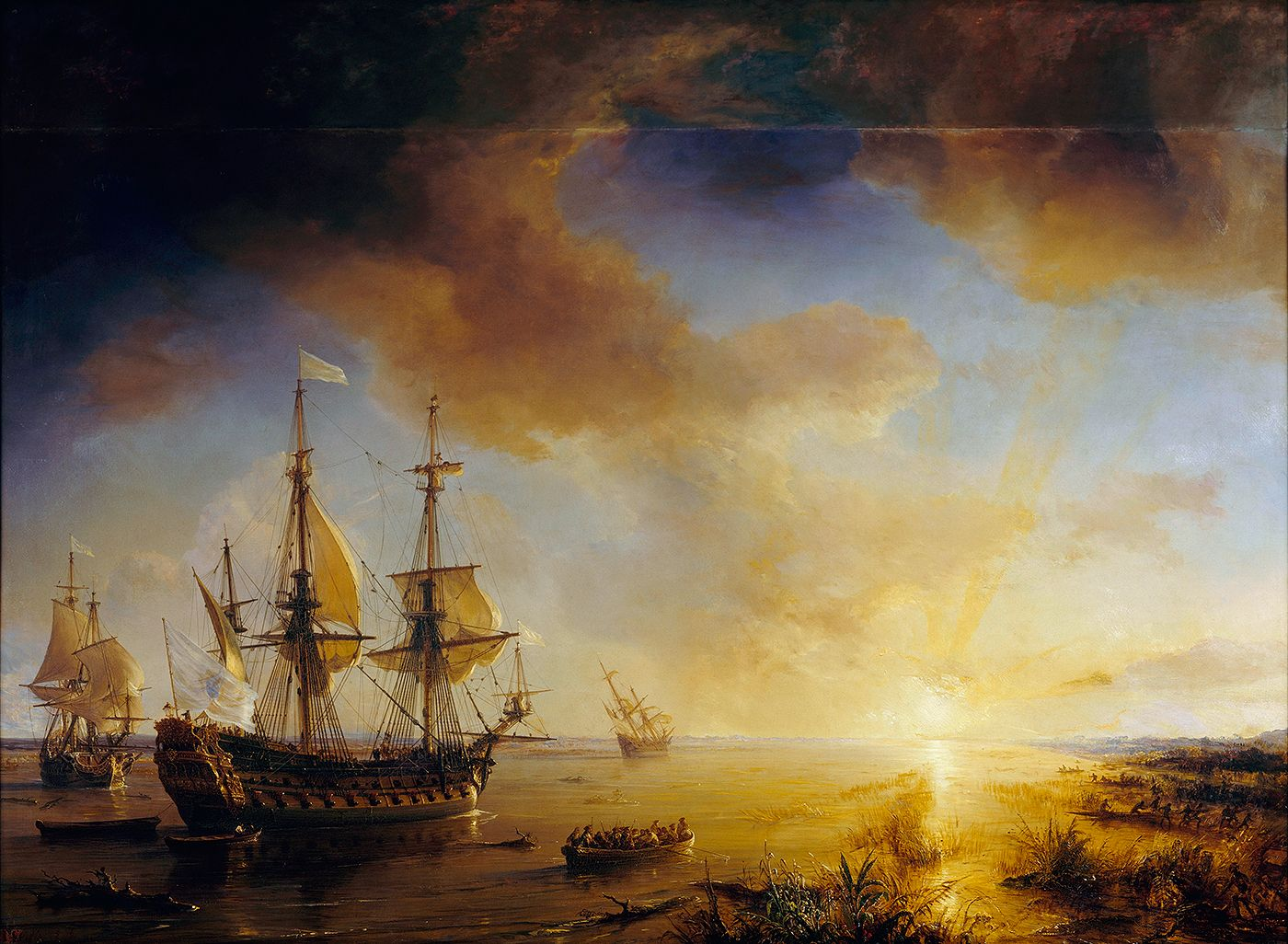
Spedizione di La Salle in Louisiana nel 1684, dipinto del 1844 di Jean Antoine Théodore de Gudin. La Belle è a sinistra, Le Joly è al centro e L'Aimable è arenata sulla destra.

Il 24 luglio 1684, La Salle lasciò La Rochelle con quattro navi:  una man-of-war con 36 cannoni chiamata Le Joly, un'imbarcazione-magazzino da 300 tonnellate chiamata L'Aimable, La Belle e il ketch St. François. Le navi trasportavano quasi 300 persone, compresi 100 soldati, 6 missionari, 8 mercanti, numerosi artigiani e una dozzina di donne e bambini. La St. Francois con il suo carico di provviste e strumenti per la colonia fu catturata dai corsari spagnoli a Santo Domingo. Alla fine del novembre 1684 le tre navi rimanenti continuarono la loro ricerca del delta del Mississippi. Prima di partire i marinai locali li avvertirono che le correnti del Golfo scorrevano verso est e avrebbe portato le navi verso lo stretto della Florida se non avessero corretto la rotta. Il 18 dicembre, le imbarcazioni raggiunsero il golfo del Messico ed entrarono nelle acque che la Spagna considerava come proprio territorio esclusivo. Nessuno dei membri della spedizione era mai stato lì o sapeva come navigarlo. A causa della combinazione di mappe imprecise, errori di calcolo precedenti di La Salle relativi alla latitudine della meta ed eccessiva correzione della rotta verso ovest per timore delle correnti, la spedizione fallì nel proprio intento di trovare il Mississippi. Le tre navi sbarcarono invece nella baia di Matagorda all'inizio del 1685, 644 km a ovest del Mississippi.
Anche se La Belle era stato in grado di navigare facilmente il passaggio nella baia, L'Aimable si incagliò su un banco di sabbia Una violenta tempesta impedì ai coloni di recuperare una maggior quantità di cibo, cannoni, polvere da sparo e altre merci dalla nave, che affondò del tutto il 7 marzo. Il comandante navale della spedizione, Tanguy le Gallois de Beaujeu, dopo aver compiuto la sua missione di scorta ritornò in Francia a bordo de La Joly verso metà marzo, lasciando La Belle come l'unica nave a disposizione di chi era rimasto.
| 2.349,6 kg                                | carne secca o pancetta      |
| 979 kg                                    | oro, armi, utensili         |
| 979 g                                     | burro                       |
| 4.892,4 kg                                | pane o farina               |
| 4.077 kg                                  | polvere da sparo e cartucce |
| 8                                         | maiali                      |
| 10 botti                                  | vino o brandy               |
| 3 botti                                   | aceto                       |
| sale e olio                               |                             |
| cannoni e petard                          |                             |
| fucina                                    |                             |
| tutti gli oggetti appartenenti a La Salle |                             |

La Salle scelse di fondare Fort Saint Louis su una scogliera affacciata su Garcitas Creek, a 80 km dal loro accampamento iniziale. Con l'istituzione di questo insediamento permanente, i coloni iniziarono a compiere alcuni brevi spostamenti nei mesi successivi per esplorare ulteriormente i dintorni. Alla fine di ottobre La Salle decise di intraprendere una spedizione più lunga e caricò La Belle con gran parte delle provviste restanti. Prese con sé 50 uomini in aggiunta all'equipaggio della Belle di 27 marinai, lasciandone dietro di sé 34 più donne e bambini. La maggior parte degli uomini viaggiavano con La Salle in canoa, mentre La Belle li seguiva al largo della costa. Molti dei partecipanti alla spedizione, tra cui il capitano de La Belle Canil Maraud, morirono durante il viaggio per aver mangiato fichi d'india. Poco tempo dopo, gli indiani Karankawa uccisero un piccolo drappello di coloni, compreso il nuovo capitano della nave, l'ex pilota Eli Richaud, che era accampato sulla spiaggia di notte. Nel gennaio del 1686 La Salle lasciò l'imbarcazione a 48 km da Fort Saint Louis e prese con sé 20 uomini per intraprendere un viaggio via terra per raggiungere il Mississippi, lasciando di guardia alla nave Pierre Tessier, l'ex secondo comandante de La Belle. Dopo tre mesi di ricerche via terra, il gruppo di La Salle ritornò indietro, ma non riuscendo a trovare la Belle dove l'aveva lasciata fu costretto a tornare a piedi al forte.

### Perdita
Mentre La Salle era debole a causa di una malattia, sulla nave iniziarono a scarseggiare le forniture di acqua potabile. Tessier inviò i suoi cinque migliori marinai a terra nell'unica scialuppa de La Belle alla ricerca d'acqua. Essi dovettero lottare contro un forte vento per tornare alla nave col calare della notte, e si credettero dispersi poiché la scialuppa non arrivò mai alla nave. I marinai rimasti bevvero il vino al posto dell'acqua, ma l'alcool li disidratò ulteriormente e molti morirono.
Tessier decise infine che la nave sarebbe dovuta tornare a Fort Saint Louis per fare rifornimento. Durante il viaggio un'ondata di freddo arrivò improvvisamente. Poiché i rimanenti membri dell'equipaggio non erano qualificati come i quattro dispersi, non furono in grado di mantenere il controllo della nave e, dopo aver perso la loro seconda àncora, non ci fu modo di fermare l'imbarcazione spinta alla deriva dal vento. In un breve lasso di tempo La Belle si arenò all'estremità meridionale della baia, a circa 400 m dalla costa.
Quando la tempesta si placò, gli uomini costruirono una zattera con tavole e barili e mandarono due marinai a terra. La zattera venne fatta a pezzi dalle onde ed entrambi gli uomini annegarono. Dopo aver costruito una seconda e più solida zattera, gli altri riuscirono finalmente a tornare a riva. Nei giorni seguenti essi ritornarono alla nave ogni giorno per recuperare il carico, riuscendo a salvare alcuni documenti e vestiti di La Salle, barili di farina, botti di vino, perline di vetro e altri oggetti per il commercio. In poco tempo però un forte vento da sud trascinò lo scafo più giù sul fondo fangoso e ben presto solo il ponte posteriore rimase al di sopra dell'acqua. Delle 27 persone originariamente assegnate alla nave, gli unici sopravvissuti furono Tessier, un prete, un ufficiale militare, un soldato semplice, una domestica e un ragazzo. Per tre mesi rimasero sulla penisola, in quanto l'unica via per il forte era marciare attraverso il territorio dei Karankawa. Un giorno, quando una piccola canoa navigò fino alla riva, i superstiti furono in grado di remare attraverso la baia e tornare al forte.
La distruzione della loro ultima nave lasciò i coloni bloccati sulla costa dell'attuale Texas, senza alcuna speranza di ottenere assistenza dalle colonie francesi nel mar dei Caraibi.

## Scoperta spagnola
Le autorità spagnole appresero della spedizione di La Salle da un ex partecipante che aveva disertato, Denis Thomas, catturato a bordo di una nave pirata. Nel tentativo di salvare la propria vita, Thomas confessò che La Salle aveva previsto di stabilire una colonia francese alla foce del Mississippi e di impossessarsi in seguito delle miniere spagnole d'argento. Anche se Thomas venne presto impiccato, gli spagnoli credettero che le sue informazioni fossero veritiere e iniziarono a cercare la colonia francese. Il 25 dicembre 1686, una spedizione spagnola guidata dai capitani Martin de Rivas e Pedro de Yriarte lasciarono Veracruz e navigarono lungo la costa del golfo. Il 4 aprile raggiunsero la baia di Matagorda e mandarono delle canoe ad esplorare la zona. A 4,8 km dalla loro imbarcazione scoprirono La Belle, che descrissero come una "nave rotta" con tre gigli raffigurati sulla poppa.
Gli spagnoli recuperarono due pistole e cinque cannoni dalla nave, così come l'ancora, alcune corde e gli alberi, che trasformarono in remi. Come prova finale che questa nave era appartenuta alla colonia francese, la spedizione scoprì anche l'accampamento in cui i sopravvissuti francesi vissero per tre mesi. Tra i resti del campo trovarono pagine di libri scritti in francese.

## Scoperta moderna
Il relitto giacque dimenticato per oltre trecento anni nelle acque torbide e scure della baia di Matagorda. Nel 1970, Kathleen Gilmore della Southern Methodist University analizzò i resoconti storici del naufragio di La Salle e diede agli archeologi un'indicazione generale sul luogo in cui potevano esserci i resti. Nel 1977 la Texas Historical Commission invitò un ricercatore indipendente a trovare informazioni sui relitti nell'archivio di Parigi. Egli scoprì le copie originali delle mappe dell'ingenerare di La Salle, Jean-Baptiste Minet. Prima del suo ritorno in Francia a bordo de La Joly, Minet aveva disegnato mappe dettagliate della baia di Matagorda e il punto del suo ingresso in cui L'Aimable era affondata. Altri ricercatori scoprirono in seguito ulteriori mappe storiche, fra cui alcune che segnavano il luogo in cui giaceva La Belle.
Nel 1978 Barto Arnold, l'Archeologo Marino di Stato (in inglese State Marine Archaeologist) della Texas Antiquities Committee (predecessore della Texas Historical Commission) lanciò una ricerca di dieci settimane allo scopo di trovare le navi di La Salle. In una misurazione tramite magnetometro della zona della baia considerata come la più probabile localizzazione de La Belle la spedizione trovò numerosi relitti di navi più recenti, ma non quello cercato. La mancanza di finanziamenti per i 17 anni successivi ostacolò un ulteriore tentativo di individuare La Belle.
Nel giugno 1995 la Texas Historical Commission organizzò una seconda ricerca con il magnetometro per individuare zone ad alta probabilità non incluse nelle ispezioni precedenti. La più importante innovazione tecnologica rispetto all'indagine iniziale fu l'invenzione del sistema di posizionamento GPS differenziale, che rese la navigazione e il trasferimento degli obiettivi molto più facili e più accurate. Questa ricerca durò tutto il mese e utilizzò un magnetometro Geometrics 866 a processione protonica, che individuò "39 tratti magnetici richiedenti ulteriori indagini". A questi fu data la priorità e nel mese di luglio i sommozzatori furono mandati ad esplorare il punto in cui era più probabile giacesse la nave.

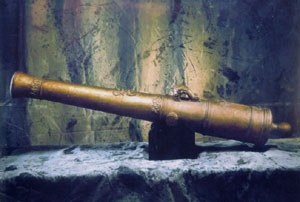
Il primo dei tre cannoni in bronzo da quattro libbre scoperti nella stiva de La Belle, recuperati nel mese di luglio 1995.

Durante le operazioni iniziali di immersione, venne utilizzato un prop-wash blower (un tubo di metallo montato sopra il propulsore per deviare la sua forza verso il fondo del mare) apparentemente per migliorare la visibilità delle acque, spingendo quelle di superficie verso il fondo. Venne poi deciso dagli archeologi di disattivare la ventola in quanto essa danneggiava visibilmente il materiale delicato del carico rimasto. Non si sa esattamente quanti sedimenti coprivano il relitto al momento della sua scoperta perché il prop-wash blower venne aperta prima di mandare i sommozzatori verso il basso. La prima squadra di essi segnalò la presenza di palle di moschetto sul fondo del mare insieme a frammenti sciolti di legno che si spostavano nella corrente creata dal ventilatore. Questi materiali indicarono che molto probabilmente quello era davvero il sito del relitto. Durante la seconda immersione, l'archeologo Chuck Meide scoprì un cannone in bronzo che, quando venne successivamente recuperato, dimostrò che il relitto era indubbiamente quello de La Belle. Il cannone era riccamente decorato e portava lo stemma del re Luigi XIV e di Luigi di Borbone conte di Vermandois, l'allora Ammiraglio di Francia. Figlio illegittimo di Luigi XIV, Vermandois servì come ammiraglio della flotta francese sino alla sua morte nel 1683, pertanto il cannone sarebbe stato caricato sulla nave entro il 1683, quando La Salle si stava preparando per il suo viaggio. Ciò fu considerato come una forte ed evidente prova del fatto che la nave era La Belle. Un numero di serie sull'arma (e sulle altre due trovate nel 1997) fu successivamente trovato in una registrazione dell'archivio scoperto dal dottor John de Bry con i numeri di quattro cannoni di bronzo caricati su La Belle, fornendo la prova definitiva sull'identità del relitto.
Il relitto potrebbe essere stato conosciuto a uno o più barcaioli locali prima della scoperta da parte degli archeologi. Nel corso degli scavi del 1996, gli archeologi della Texas Historical Commission notarono che uno dei quattro cannoni in bronzo che erano stati caricati su La Belle era stato rimosso dai resti un po' di tempo prima della scoperta del 1995, forse decenni prima. Fu ipotizzato che quella sarebbe potuta essere un'azione di uno shrimper locale che avrebbe accidentalmente portato via nelle reti. Dove esso si trovi attualmente rimane un mistero, e nessun altro segno di manomissione del relitto fu osservato in seguito.

## Scavo archeologico

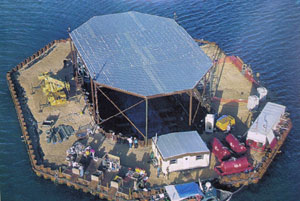
Il cofferdam costruito intorno a La Belle

La squadra di archeologi statali trascorse un mese esplorando in immersione il relitto, documentando la sua estensione e le sue condizioni e recuperando alcuni reperti. A causa del significato storico del relitto e delle acque torbide del golfo, che limitavano fortemente la visibilità per i sommozzatori, fu presa la decisione di costruire un cofferdam intorno al sito in cui si trovava il relitto. Esso era costituito da una struttura a doppia parete in acciaio circondante l'intero relitto, con della sabbia compattata tra le due parerti. La struttura costò 1,5 milioni di dollari allo Stato del Texas, pagati attraverso finanziamenti privati e sovvenzioni federali che avrebbero finanziato anche gran parte degli scavi successivi. Dopo il completamento nel settembre 1996, l'acqua all'interno della paratoia venne pompata fuori e la nave si trovò esposta all'aria per la prima volta dopo secoli di immersione.

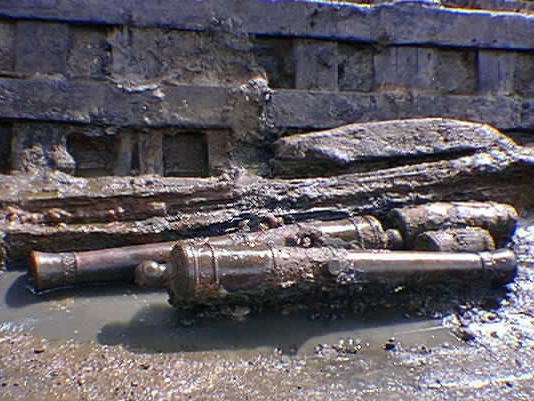
Cannone in bronzo e altri reperti esposti nella parte più bassa dei resti dello scafo, fotografati come si vedevano durante le fasi finali dello scavo nel febbraio 1997.

Una squadra molto più grande, composta da circa 20 archeologi, fu riunita nella vicina città di Palacios e fu incaricata di eseguire lo scavo completo del relitto, sotto la direzione del dottor Jim Bruseth. Quest'impresa durò dal luglio 1996 al maggio 1997 e fu considerata uno dei più significativi scavi di archeologia marina del tempo. Quando i sedimenti fangosi furono accuratamente rimossi dai resti, vennero scoperte molte casse di legno e botti contenenti una vasta gamma di manufatti. La Belle aveva contenuto infatti tutti gli oggetti recuperati da L'Aimable e offrì quindi una testimonianza su ciò che nel XVII secolo era ritenuto necessario per condurre a buon fine un viaggio di colonizzazione. Dato che questo era considerato territorio nemico dai francesi (il Texas era rivendicato dal loro rivali spagnoli) e i nativi locali si erano dimostrati ostili, fu trovata una vasta gamma di armi a bordo della nave, tra cui tre cannoni di bronzo, un cannone girevole di ferro, diverse scatole di moschetti, molte botti contenenti proiettili di piombo e polvere da sparo, alcuni recipienti di ceramica (usati come bombe a mano) e diversi manici di spada. Vi erano anche numerosi beni di commercio, tra cui centinaia di migliaia di perline di vetro blu, bianco e nero, anelli d'ottone con simboli religiosi cattolici, spille e campanelle in ottone, pettini di legno e un barile di teste di ascia in ferro. Gli archeologi recuperarono anche vari strumenti e utensili come crogioli per la fusione, un piatto di rame, una pala, corda, e lunghe barre di ferro, ma anche una grande varietà di attrezzi di bordo e componenti della nave. I resti animali includevano carne di maiale salata, scheletri di topo e un teschio di cervo munito di corna, che costituiva un trofeo. Fu scoperto anche uno scheletro umano completo, quello di un maschio di mezza età con segni di artrite. Parte del cervello di questo individuo era intatto, conservato dall'ambiente senza ossigeno provocato dallo spesso strato di sedimenti fangosi sul fondo della baia. Dopo l'analisi osteologici questi resti furono interrati nel Texas State Cemitery.
Tutti i manufatti vennero rimossi dallo scafo entro l'inizio del marzo 1997. Da quel momento in poi, gli archeologi concentrarono la loro attenzione sui resti della nave stessa. L'intera imbarcazione fu smontata, ogni asse fu accuratamente catalogato prima e dopo la sua rimozione dallo scafo. Il lavoro sul campo venne completato entro maggio, dopodiché il cofferdam venne smontato e venduto. Le assi recuperate furono poi ricomposte in una struttura apposita progettata dal Texas A&M University's Nautical Archaeology Program, l'ente incaricato della conservazione di tutti i reperti recuperati dal luogo del naufragio dopo il 1995. Lo scafo è attualmente ancora in trattamento a lungo termine con ammollo in polietilene glicole, un processo che terminerà nell'arco di dieci anni. Lo scafo e molti dei reperti recuperati saranno poi esposti al Bob Bullock Texas State History Museum, situato nella capitale di Stato Austin, anche se molti manufatti possono al momento essere ammirati nel museo locale di Palacios.

## Controversie sulla proprietà
Dopo il completamento dello scavo, il governo francese presentò un reclamo ufficiale per il possesso della nave e del suo contenuto. Sotto le leggi navali internazionali, una nave ufficiale della marina è di proprietà del Paese di cui l'imbarcazione porta la bandiera. Nonostante una lunga tradizione ripetuta dagli storici americani che La Belle era un dono personale del re a La Salle, nessun documento di conferma a tale affermazione poté essere prodotto. Le ricerche d'archivio effettuate in depositi francesi fornirono invece due documenti ufficiali in cui si considerava La Belle come di proprietà del re, ma in prestito a La Salle. Madeleine Albright concesse la rivendicazione a favore della Francia poco prima della fine dell'amministrazione Clinton. Dopo diversi anni di negoziati, il 31 marzo 2003 venne firmato un accordo che dava il possesso del relitto e dei suoi contenuti al Musée national de la Marine di Parigi. Il controllo giorno per giorno fu concesso perennemente alla Texas Historical Commission.